# 사업인정
사업인정(事業認定)이란 특정사업이 토지 등을 수용을 할 수 있는 공익사업에 해당함을 인정하는 ‘사업인정고시'를 함으로써 수용 할 목적물의 범위를 확정하고, 수용의 목적물에 관한 현재 및 장래의 권리자에게 대항할 수 있는 일종의 공법상의 물권으로서의 효력을 갖는 것을 말한다. 사업시행자는 토지 등을 수용 또는 사용하고자 하는 때에는 대통령령이 정하는 바에 따라 국토해양부장관의 사업인정을 받아야 한다.

## 판례
도시재개발법 제12조에 의한 사업시행인가는 그후 일정한 절차를 거칠 것을 조건으로 하여 일정한 내용의 수용권을 설정하여 주는 행정처분의 성격을 띠는 것으로서 그 사업시행인가를 받음으로써 수용할 목적물의 범위가 확정되고 목적물에 관한 현재 및 장래의 권리자에게 대항할 수 있는 일종의 공법상의 권리로서의 효력이 발생하므로, 사업시행인가 단계에서 그 하자를 다투지 않고 이미 쟁송기간이 초과한 단계에서는 그 인가처분이 당연무효가 아닌 이상 그 처분의 불가쟁력에 의하여 그 위법 부당함을 다툴 수 없다.